# دلار سالت اسپرینگ
دلار سالت اسپرینگ (به انگلیسی: Salt Spring dollar) یکای پول رایج در جزیره سالت اسپرینگ کاناداست